# Shogo Moriwaki
Shogo Moriwaki (森脇 尚護, Moriwaki Shōgo) es un piloto de motociclismo japonés.

## Trayectoria
En 2010 participó por primera vez en una prueba del Mundial de Moto2, como piloto wild card en el Gran Premio de Japón, pero no pudo tomar la salida. Los padres de Moriwaki son Mamoru Moriwaki, el fundador de Moriwaki Engineering y Namiko Yoshimura, la hija mayor del famoso preparador de motocicletas Pops Yoshimura. Moriwaki participa con su hermana Midori en la dirección de Moriwaki Engineering.

## Estadísticas

### Campeonato del Mundo de Motociclismo

#### Por temporada
| Temp. | Cat.  | Moto     | Equipo          | N.º   | Carreras | Victorias | Podios | Poles | V.Ráp. | Pts. | Pos. |
| ----- | ----- | -------- | --------------- | ----- | -------- | --------- | ------ | ----- | ------ | ---- | ---- |
| 2010  | Moto2 | Moriwaki | Moriwaki Racing | 83    | 0        | 0         | 0      | 0     | 0      | 0    | NC   |
| Total | Total | Total    | Total           | Total | 0        | 0         | 0      | 0     | 0      | 0    |      |

### Carreras por año
(Carreras en negrita indica pole position, carreras en cursiva indica vuelta rápida)
| Año  | Cat.  | Moto     | 1   | 2   | 3   | 4   | 5   | 6   | 7   | 8   | 9   | 10  | 11  | 12  | 13      | 14  | 15  | 16  | 17  | Pos. | Pts. |
| ---- | ----- | -------- | --- | --- | --- | --- | --- | --- | --- | --- | --- | --- | --- | --- | ------- | --- | --- | --- | --- | ---- | ---- |
| 2010 | Moto2 | Moriwaki | QAT | SPA | FRA | ITA | GBR | NED | CAT | GER | CZE | IND | RSM | ARA | JPN DNS | MAL | AUS | POR | VAL | NC   | 0    |